# Nothing Sacred (Babylon A.D.)
Nothing Sacred è il secondo album in studio dei Babylon A.D., uscito nel 1992 per l'Etichetta discografica Arista Records.

## Tracce
1. Take the Dog off the Chain (DeLaRosa, Derek) 4:40
2. Bad Blood (DeLaRosa, Derek) 3:57
3. So Savage the Heart (DeLaRosa, Derek) 5:14
4. Sacrifice Your Love (DeLaRosa, Derek) 5:36
5. Redemption (Derek, Freschi) 4:57
6. Down the River of No Return (DeLaRosa, Derek) 3:08
7. Psychedelic Sex Reaction (Derek, Jackson, Pepe, Ponti) 4:28 (China Rain Cover)
8. Dream Train (DeLaRosa) 4:52
9. Blind Ambition (DeLaRosa, Derek) 4:31
10. Slave Your Body (Derek, Freschi) 3:50
11. Of the Rose [strumentale] (DeLaRosa) 1:36
12. Pray for the Wicked (DeLaRosa, Derek) 4:27

## Formazione
- Derek Davis - voce
- Danny De La Rosa - chitarra
- Ron Freschi - chitarra, voce
- Robb Reid - basso, voce
- Jamey Pacheco - batteria, percussioni

### Altri musicisti
- C.J. Vanston - tastiere
- Tom Werman - percussioni
- Jeff Scott Soto - cori
- Clyde Holly - cori